# Улица Чижевского (Калуга)
Улица Чижевского — улица в исторической части Калуги, проходит как продолжение улицы Огарёва за Московской улицей до улицы Максима Горького. Протяжённость улицы около 920 м.

## История

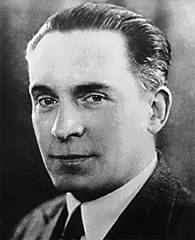
А. Л. Чижевский

Появилась на картах города в 1997 году, когда часть улицы Огарева была переименована в память советского учёного А. Л. Чижевского (1897—1964). Название связано с тем обстоятельством, что у начала улицы расположен дом (Московская улица, д. 62), в котором с 1913 по 1929 год жила семья Чижевских, и в 2010 году открылся Дом-музей А. Л. Чижевского.
История улицы довольна древняя. Согласно генеральному плану строительства Калуги 1778 года, по линии улицы проходила граница города. Историческое название начальной части улицы — Васильевская, по названию расположенной на улице Церкви Василия Блаженного. Вторая часть была Бахметьевской, в честь первого предводителя дворянства Калужской губернии генерал-майора Гавриила Петровича Бахметьева (1739—1794).
С установлением советской власти первая часть была переименована в память Н. П. Огарёва (1813—1877), вторая получила имя русского революционера-демократа Н. Г. Чернышевского (1828—1889), однако довольно скоро вся улица стала носить имя Огарёва.